# High Tide (2024)
High Tide ist ein romantisches Filmdrama von Marco Calvani. Die Premiere des Films, in dem Marco Pigossi, der Ehemann des Regisseurs, einen brasilianischen Einwanderer in den Vereinigten Staaten spielt, erfolgte im März 2024 beim South by Southwest Film Festival. Mitte Oktober 2024 kam der Film in die US-Kinos.

## Handlung
Der brasilianische Einwanderer Lourenço lebt im queeren Mekka Provincetown. Er wartet dort auf die Rückkehr seines Lovers Joe. Er wohnt in dem Gästehaus von Scott, einen Freund von Joe. Sein Geld verdient Lourenço als Reinigungskraft für Bob. Da er Joe telefonisch nicht erreichen kann, beginnt er sich Sorgen zu machen. Sein Aufenthaltsstatus in den USA ist in Gefahr, da sein Touristenvisum bald abläuft.
Nachts führt Lourenço entweder Gespräche mit Scott oder er stürzt sich in das Nachtleben und lässt sich auf bedeutungslose sexuelle Begegnungen ein. Als er jedoch den afroamerikanischen Arzt Maurice aus Queens kennenlernt, der dort mit seinen Freunden Urlaub macht und dann weiter zu einer Facharztausbildung in Angola reisen will, beginnt Lourenço mit ihm eine Affäre. So gelingt es ihnen, ihre Vergangenheit ein Stück weit hinter sich zu lassen.

## Produktion

### Regie und Drehbuch
Regie führte Marco Calvani, der auch das Drehbuch schrieb. Es handelt sich bei High Tide nach den Kurzfilmen The View from Up Here von 2017 und A Better Half von 2022 um sein Spielfilmdebüt. Calvani erklärte zu High Tide, der Film sei nicht autobiografisch, auch wenn er viele Elemente enthalte, die sehr autobiografisch sind.

### Besetzung, Dreharbeiten und Filmmusik

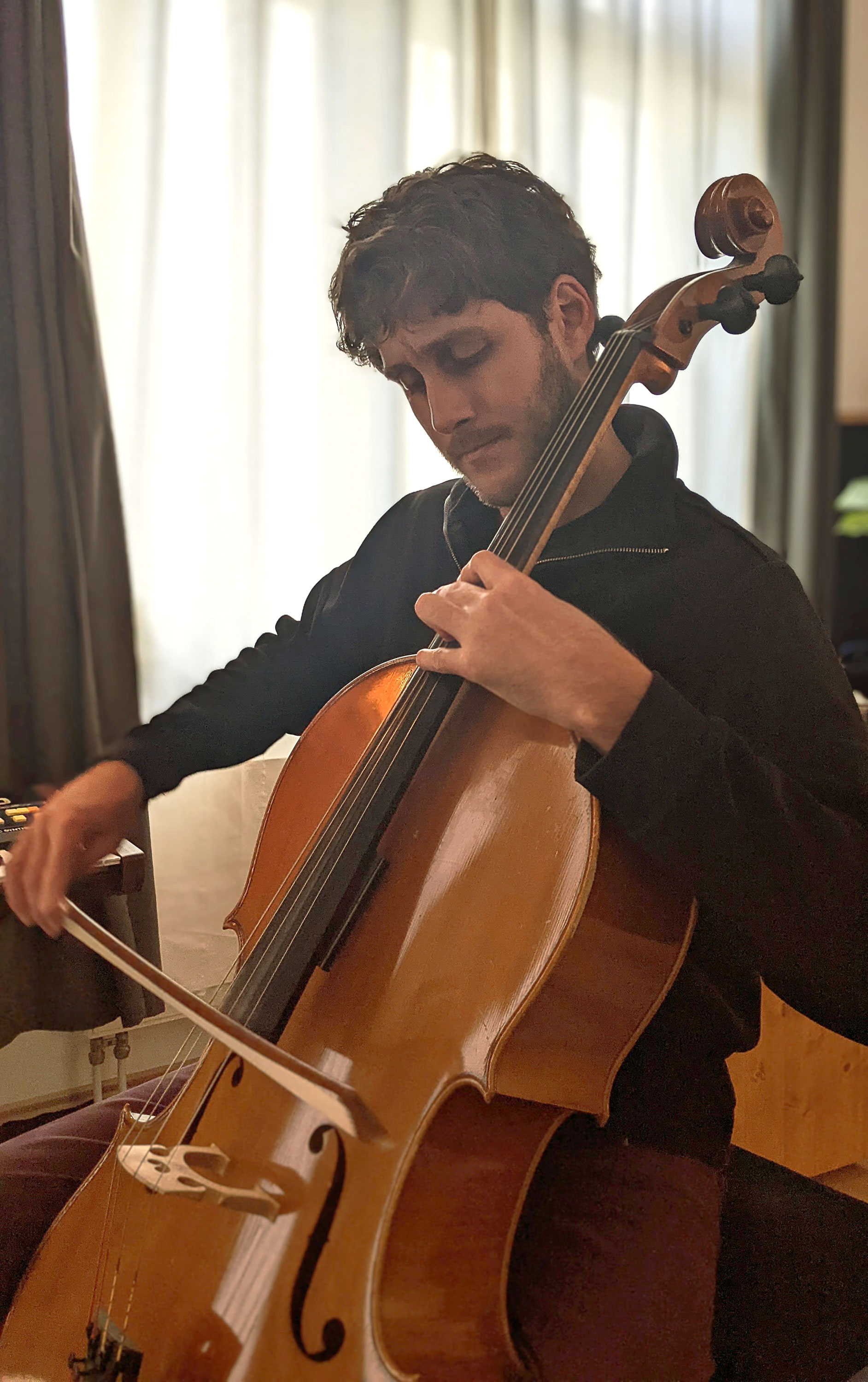
Der Cellist Sebastian Plano steuerte die Filmmusik bei

Marco Pigossi, der Ehemann von Regisseur Calvani, spielt in der Hauptrolle Lourenço. James Bland spielt den Krankenpfleger Maurice, mit dem er eine Romanze beginnt. Bill Irwin spielt Scott, der gegenüber von Lourenço wohnt. Seán Mahon ist in der Rolle von Bob zu sehen, für den Lourenço verschiedene Jobs erledigt. Marisa Tomei spielt die Künstlerin Miriam. Bryan Batt spielt den Anwalt Todd, der ihm bei dem Papierkram für seinen Aufenthalt in den USA helfen soll. In weiteren Rollen sind Mya Taylor als Crystal, Andrew Keegan als Detective Bradford, Lisa Wilcox als Schwester Johnson und Johnny Rey Diaz als Darren Santoszu sehen.
Die Dreharbeiten fanden in Provincetown statt, dem Handlungsort des Films. Als Kameramann fungierte Oscar Ignacio Jiménez.
Die Filmmusik steuerte der in Berlin lebende und arbeitende argentinische Cellist Sebastian Plano bei. Dessen Album Verve erhielt 2020 im Rahmen der Grammy Awards eine Nominierung.

### Marketing und Veröffentlichung
Die Weltpremiere des Films fand am 8. März 2024 beim South by Southwest Film Festival statt. Im Juni 2024 wurde er beim San Francisco International LGBTQ+ Film Festival gezeigt. Der erste Trailer wurde Anfang September 2024 vorgestellt. Im Oktober 2024 wurde er beim Hamptons International Film Festival vorgestellt. Am 18. Oktober 2024 kam der Film in ausgewählte US-Kinos. Dort erhielt High Tide ein R-Rating, was einer Freigabe ab 17 Jahren entspricht. Ebenfalls im Oktober 2024 wurde der Film beim OUTshine LGBTQ+ Film Festival vorgestellt. Im Februar 2025 sind Vorstellungen beim Madi Gras Film Festival geplant. Im März 2025 wird High Tide beim London LGBTQIA+ Film Festival gezeigt.

## Rezeption

### Kritiken
Von den bei Rotten Tomatoes aufgeführten Kritiken sind alle positiv bei einer durchschnittlichen Bewertung mit 7,9 von 10 möglichen Punkten.
Chris Azzopardi beschreibt in seiner Kritik in der New York Times das Finden und Bewahren eines Zugehörigkeitsgefühls als das Herzstück von High Tide. Mit seiner außergewöhnlich lebendigen Darstellung erwecke Marco Pigossi mit seinen betörenden Augen Lourenços herzzerreißende Emotionen zum Leben und lasse sogar alles Erfundene im Drehbuch natürlich wirken.

### Auszeichnungen
FilmOut San Diego 2024

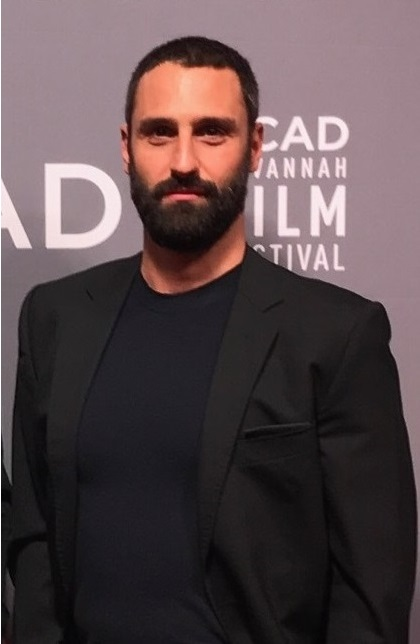
Regisseur Marco Calvani

- Auszeichnung als Bester Spielfilm (Marco Calvani)
- Auszeichnung als Bester Schauspieler (Marco Pigossi)
- Auszeichnung als Bester Nebendarsteller (James Bland)[18]

GLAAD Media Awards 2025
- Nominierung als Bester Film in der Kategorie „Limited Theatrical Release“[19]

South by Southwest Film Festival 2024
- Nominierung für den Publikumspreis in der Sektion Narrative Spotlight (Marco Calvani)[2]

Sunny Bunny Queer Festival 2025
- Nominierung im Internationalen Spielfilm-Wettbewerb[20]